# 氯二碘甲烷
氯二碘甲烷是一种有机化合物，化学式为CHClI2。它是一种环境污染物，和其它含碘三卤甲烷一样（碘仿除外），其细胞毒性小于相应的碘代羧酸。
它在相转移催化剂的存在下和氢氧化钠反应，可以得到氯碘卡宾，它可以和烯烃加成，得到1-氯-1-碘环丙烷的衍生物。